# Joan Feynman
Joan Feynman (Queens, 31 marzo 1927 – Ventura, 22 luglio 2020) è stata un'astrofisica statunitense che ha dato importanti contributi allo studio delle particelle e dei campi del vento solare, alle interazioni Sole-Terra e alla fisica della magnetosfera.
In particolare, Feynman è nota per essere arrivata a capire l'origine delle aurore polari, per aver creato un modello che prevede il numero di particelle ad alta energia che potrebbero colpire un veicolo spaziale nel corso della sua vita e per aver scoperto un metodo per prevedere i cicli delle macchie solari.

## Biografia

### Primi anni di vita
Feynman è cresciuta nel quartiere Far Rockaway del Queens, New York City, insieme a suo fratello maggiore, il noto fisico Richard Feynman. I suoi genitori erano Lucille Feynman (nata Phillips), una casalinga, e Melville Arthur Feynman, un uomo d'affari. La sua famiglia proveniva dalla Russia e dalla Polonia; entrambi i suoi genitori erano ebrei ashkenaziti. Come suo fratello, Joan era una bambina curiosa e ha mostrato interesse per la comprensione del mondo naturale sin dalla tenera età. Tuttavia, sia sua madre che sua nonna l'hanno dissuasa dal seguire una carriera scientifica, poiché ritenevano che il cervello delle donne non fosse fisicamente in grado di comprendere concetti scientifici complessi nel modo in cui poteva farlo il cervello degli uomini. Nonostante questo, suo fratello Richard l'ha sempre incoraggiata a essere curiosa dell'universo. Fu lui a mostrare per la prima volta alla giovane Joan le aurore polari quando, una notte, la convinse ad alzarsi dal letto per assistere allo sfarfallio dell'aurora boreale sopra un campo da golf vuoto vicino a casa loro. Più tardi la Feynman avrebbe trovato conforto in un libro di astronomia donatole da suo fratello. Si convinse di poter in effetti studiare la scienza quando si imbatté in un grafico basato sulla ricerca della nota astronoma Cecilia Payne-Gaposchkin.

### Formazione scolastica
Feynman ha conseguito una laurea presso l'Oberlin College. In seguito ha frequentato la Syracuse University, dove ha studiato teoria della fisica dello stato solido nel dipartimento di fisica sotto la guida di Melvin Lax. Durante il corso di laurea, Feynman si prese un anno libero per vivere in Guatemala, dove studiò l'antropologia delle popolazioni Maya che erano vissute lì. Feynman conseguì poi il dottorato in fisica nel 1958. La sua tesi riguardava "l'assorbimento della radiazione infrarossa in cristalli con struttura del reticolo cristallino simile al diamante". Ha anche completato il lavoro di post-dottorato presso il Lamont Geological Observatory della Columbia University.

### Vita privata
Feynman è stata sposata con il collega astrofisico Alexander Ruzmaikin dal 1987. Ha avuto una figlia, Susan Hirshberg, e due figli, Charles Hirshberg e Matt Hirshberg, dal suo primo matrimonio con Richard Hirshberg.
Feynman è morta il 22 luglio 2020 all'età di 93 anni.

## Carriera

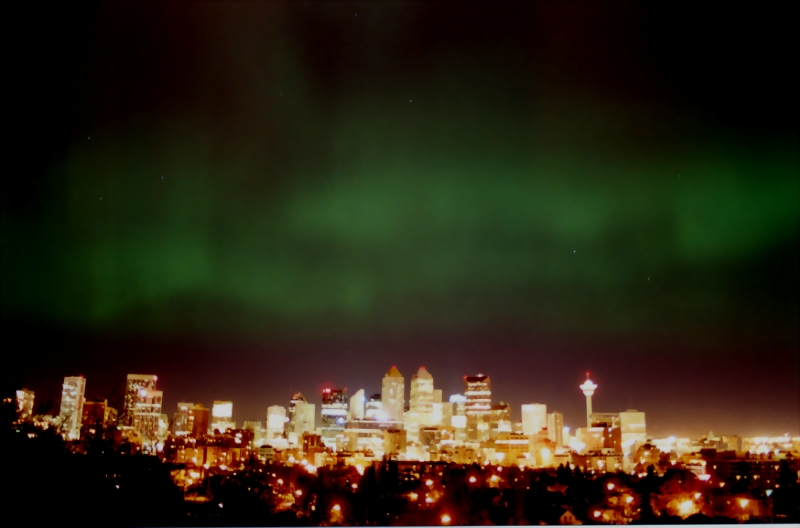
Un'aurora boreale su Calgary

Joan Feynman ha trascorso la maggior parte della sua carriera studiando le interazioni tra il vento solare e la magnetosfera terrestre. Mentre lavorava presso il Centro di ricerca Ames della NASA nel 1971, Feynman scoprì che la fuoriuscita periodica di materiale solare nota come espulsione di massa coronale solare (CME) poteva essere identificata dalla presenza di elio nel vento solare. Questa è stata una scoperta importante perché, sebbene le CME fossero note all'epoca, fino ad allora erano state difficili da rilevare.

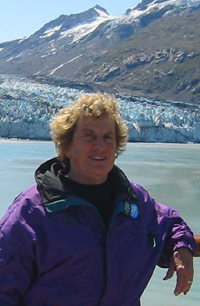
Joan Feynman

Dopo il suo periodo alla NASA Ames, Feynman è passata a diversi incarichi di ricerca. Questi includevano posizioni con l'High Altitude Observatory; con il Centro nazionale per gli studi atmosferici a Boulder, in Colorado; con la National Science Foundation a Washington, DC; e con il Boston College nel Massachusetts. Infine, nel 1985, Feynman accettò una posizione presso il Jet Propulsion Laboratory di Pasadena, in California, dove rimase fino alla sua pensione.
Come parte della sua ricerca, Feynman fece una scoperta sulla natura e sulla causa delle aurore. Utilizzando i dati raccolti da un veicolo spaziale della NASA noto come Explorer 33, dimostrò che il verificarsi delle aurore è un prodotto dell'interazione tra la magnetosfera terrestre e il campo magnetico del vento solare.
Feynman avrebbe aiutato anche a sviluppare un nuovo modello per la stima dei rischi dell'ambiente spaziale locale. Questo lavoro fu intrapreso poiché è noto che le espulsioni di massa coronale ad alta velocità causano tempeste geomagnetiche che possono avere effetti pericolosi sia sui veicoli spaziali funzionanti che su tutti gli esseri umani che potrebbero trovarsi nello spazio in quel momento. Tali espulsioni di massa coronale in rapido movimento causano onde d'urto nel vento solare, accelerando le particelle solari e producendo tempeste geomagnetiche quando le particelle arrivano al confine esterno della magnetosfera terrestre. Spesso, l'inizio di tali tempeste è accompagnato da un elevato afflusso di protoni, che può devastare i sistemi di comunicazione e le attività di volo spaziale. Il modello di Feynman ha infine aiutato gli ingegneri a determinare il flusso di particelle ad alta energia che avrebbe influenzato un veicolo spaziale nel corso della sua vita funzionale. Il suo lavoro in questo settore ha portato a nuovi importanti sviluppi nella progettazione di futuri veicoli spaziali.
Più tardi nel corso della sua carriera, Feynman ha studiato la scienza alla base del cambiamento climatico. Era particolarmente interessata agli eventi solari transitori e alle variazioni del ciclo solare. Tra le altre cose, ha studiato l'influenza del sole sui modelli di anomalie climatiche invernali note come oscillazione artica o modalità anulare settentrionale (NAM). Insieme al suo collega (e marito) Alexander Ruzmaikin ha scoperto che per periodi di minore attività solare l'indice NAM è sistematicamente inferiore. Tali periodi di bassa attività solare coincidono con periodi di raffreddamento per alcune parti del mondo; ad esempio, questo è stato visto in Europa durante un periodo noto come la piccola era glaciale. Feynman e i suoi colleghi hanno anche scoperto un legame tra la variabilità solare e il cambiamento climatico negli antichi livelli dell'acqua del fiume Nilo. Durante i periodi di elevata attività solare, le condizioni intorno al Nilo sono risultate più secche e quando l'attività solare era bassa, le condizioni erano più umide.
Nel 1974, Feynman è diventata la prima donna ad essere eletta funzionario dell'Unione Geofisica Americana (AGU). Ha anche organizzato un comitato AGU incaricato di promuovere l'equo trattamento delle donne all'interno della comunità geofisica. Feynman è stata un membro di lunga data dell'Unione Astronomica Internazionale (IAU). Era un membro di numerose suddivisioni della IAU, tra cui: Divisione E Sole ed Eliosfera; Divisione G Stelle e Fisica Stellare; e la Divisione E Commissione 49 Plasma Interplanetario ed Eliosfera.
Feynman si è ritirata dal Jet Propulsion Laboratory come ricercatrice senior nel 2003. Tuttavia, ha continuato a lavorare, pubblicando fino al 2009 sull'influenza dell'attività solare sul clima del primo millennio.
Durante la sua carriera, Feynman è stata autrice o coautrice di oltre 100 pubblicazioni scientifiche. Ha anche curato tre libri scientifici.

## Premi e riconoscimenti
- Due volte segretario della sezione di Fisica Solare e Interplanetaria dell'Unione Geofisica Americana[7]
- Nominata parte dell'elite di scienziati senior del Jet Propulsion Laboratory (2002)[14]